# Josef Wüst

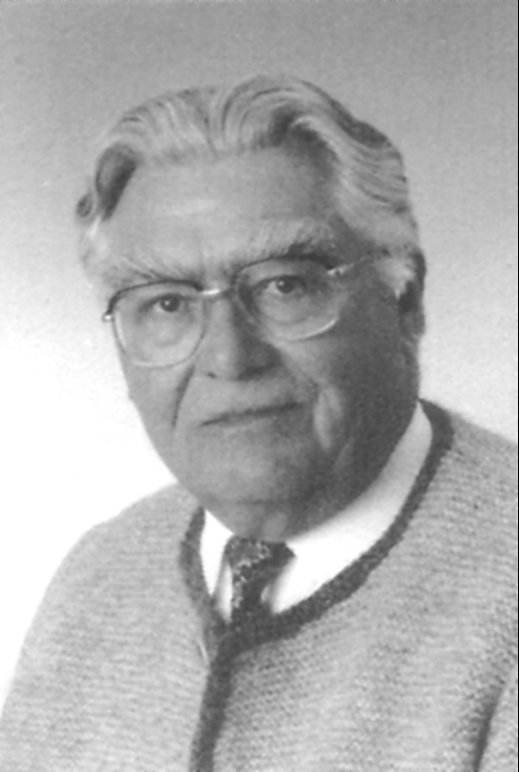
Josef Wüst (1995)

Josef Wüst (Georgshausen, Banato; 11 de marzo de 1925 - Lintsching, Austria; 19 de febrero de 2003) fue un periodista austríaco, redactor jefe y editor. 

## Vida
Josef Wüst nació como tercer hijo de una familia de suabos del Banato en Georgshausen, Banato (hoy Velika Greda, Serbia) y  pasó sus primeros años junto a sus hermanos Franz y Elisabeth en la granja de sus padres. Luego continuó su educación secundaria en la ciudad cercana de Werschetz, en ese tiempo estalló la batalla del frente de los Balcanes (1941) en el antiguo Reino de Yugoslavia. Como resultado de la guerra el idioma de la educación del joven estudiante cambió del idioma serbio al idioma alemán.
Cuando los alemanes tuvieron que huir de Banat a causa del avance de las tropas de la Unión Soviética y sus ataques a las población civiles de alemanes étnicos, en el otoño de 1944, su padre fue asesinado por los serbios y su familia quedó despojada de todas sus pertenencias, como el resto de los alemanes de Yugoslavia y el este y sur europeo. Su hermano se unió a las unidades de combate, su madre y su hermana fueron internadas en los campos de Serbia. Junto con su clase escolar, Josef logró huir por Budapest y Viena a Sankt Pölten, donde se graduó de maestro. Continuando su viaje, quedó atrapado entre los frentes este y oeste de la República Checa. Sobreviviendo a duras penas del infierno, trató regresar a su ciudad natal a pie, debido a que no había sido informado a cerca del destino de su familia. Después de ser encarcelado y liberado varias veces, Josef logró atravesar los Alpes y llegó a Carintia. En Carintia fue puesto bajo la custodia del ejército británico donde fue informado acerca de la tragedia que había sucedido a su ciudad natal. Una vez liberado del confinamiento por el ejército británico, Josef se convirtió en maestro de escuela primaria en Carintia. Mientras tanto, su madre y su hermana habían llegado a Viena y pudieron restablecer contacto con Josef a través del programa de ayuda a los refugiados de la organización austríaca Caritas.
Con el fin de reunirse con su madre y su hermana, Josef se trasladó en noviembre de 1945 a Viena, donde comenzó a trabajar como zapatero con el fin de ganarse la vida. Se matriculó en la facultad de filosofía en la Universidad de Viena el 6 de octubre de 1948. El 26 de septiembre de 1950 cambió el enfoque de sus estudios a la ciencia del periodismo. Dentro de sus estudios, Josef recibió y aceptó la oportunidad de una beca para ir a Madrid. A su regreso de España a Viena, el dinero sólo le alcanzó para llegar hasta Salzburgo. Debido a circunstancias afortunadas  encontró la oportunidad de empezar a trabajar en el ejército de Estados Unidos en Salzburgo, donde también se unió a la fraternidad K.Ö.H.V Rheno-Juvavia Salzburgo. Una vez de vuelta en Viena se unió a la fraternidad K.Ö.H.V Saxo-Baviera Prag  y se graduó en la Universidad de Viena el 22 de diciembre de 1954. Su tesis doctoral analiza el inicio de la tipografía en el Banat.

## Carrera
Después de graduarse Wüst trabajó como profesional independiente en una editorial, el Österreichischen Wirtschaftsverlag (prensa empresarial austriaca) y como mensajero. En 1958 su puesto en la editorial se hizo permanente; trabajó allí como periodista y redactor jefe hasta 1985, tiempo durante el cual supervisó las revistas para artículos deportivos, carpintería , maestro carpintero, electrónica, carnicería y rama automotriz.

## Vida personal
Josef Wüst se convirtió en un ciudadano austriaco, el 5 de febrero de 1951. El 13 de julio de 1957, se casó con Helga Hoch; tuvieron cuatro hijos.
Josef Wüst era un hombre de familia que le encantaba viajar, murió debido a una enfermedad, el 19 de febrero de 2003 en Lintsching, Austria.

## Honores y premios
- 1981 Certificado de Honor durante 25 años de socio en la Schwabenverein Viena
- 1982 Insignia de oro de honor por la asociación profesional del sector de la carne de Estiria
- 1983 Medalla de bronce por empleado durante 25 años de compromiso en el Österreichischen Wirtschaftsverlag
- 1985 Carta de agradecimiento por la asociación profesional del sector mecánico de motores de Viena
- 1985 Insignia de oro de honor por la asociación profesional del sector de la carne de Austria
- 1985 Insignia de plata de honor por el club automotor de prensa de Austria
- 1985 Insignia de oro de honor por la asociación profesional del sector mecánico de motores de Baja Austria
- 1985 Medalla de oro por la República de Austria
- 1986 Insignia de oro de honor por la asociación profesional del sector mecánico de motores Salzburgo

## Obras
En 1991 Wüst publicó "Verlorene Heimat Georgshausen", escrito por él, habla de la vida en un pequeño pueblo de suabos del Danubio en el Banat yugoslavo desde 1849 hasta 1945. En marzo de 2008 fue publicada una traducción al inglés del libro.
El periódico "Unser Dorftrommler" (diciembre de 1991 - noviembre de 2002) se centró en informar a los antiguos ciudadanos de Georgshausen y sus descendientes acerca del pasado de la vida del pueblo, así como la difusión de las noticias recientes.